# Науйи-Шаминяй
Науйи-Шаминяй (лит. Nauji Šaminiai) — село в восточной части Литвы. Входит в состав Швенченеляйского староства Швянчёнского района. В 2011 году население села составило 6 человек.

## География
Село расположено в 5 километрах от более крупного населённого пункта, Ряшкутеная и в 12 километрах от Швенчёниса. Ближайшие населённые пункты — Науя-Пашамине, Памурме и Пашамине.

## Население
| 1905                           | 1931 | 1959 | 1970 | 1979 | 1989 | 2001 | 2011 |
| ------------------------------ | ---- | ---- | ---- | ---- | ---- | ---- | ---- |
| 34                             | 60   | 51   | 36   | 31   | 20   | 21   | 6    |
| Гистограмма динамики населения |      |      |      |      |      |      |      |